# Шели Макнамара
Шели МекНамара (рођена 1952. године) је ирски архитекта и академик. Основала је биро Grafton Architects заједно са Ивон Фарел 1978. године. Биро се истакао почетком 2010. године, специјализирајући се за чврсте, тешке, али простране зграде за високо образовање. МекНамара је предавала архитектуру на Даблинском универзитетском колеџу од 1976. године и на неколико других универзитета.
Grafton Architects је освојио Краљевску златну медаљу 2020. године, а њихова зграда Универзитета за инжињеринг и технологију у Лими, Перу, награђена је међународном наградом РИБА 2016., као најбоља нова зграда на свету те године. МекНамара и Фарел су поделиле Прицкерову награду за 2020. годину, највишу награду за архитектуру.

## Grafton Architects
Заједно са Ивон Фарел, МекНамара је 1978. године.основала Grafton Architects у Даблину. Назив је дат по улици Графтон у граду. Од 2017. у пракси је било запослено 25 особа, а МекНамара и Фарел су предводиле дизајн. Користе тешке материјале, укључујући камен и бетон за формирање пространих зграда које подстичу интеракцију међу људима. МекНамара је свој приступ архитектури описала као „Уместо да размишљамо о простору, а затим проналазимо структуру за њега, ми направимо структуру и то заузврат, постане прави простор“ и „Уживање у архитектури је осећај тежине, бити преношен или подржан“.
Њих две су се специјализирале за зграде за високо образовање, дизајнирајући зграде за универзитет у Лондону и многим другим градовима. То укључује наставне зграде, медицинске школе и студентске домове. Привукле су међународну пажњу зградом Универитета Бокони у Милану, која је завршена 2008. Произвеле су на десетине зграда у Ирској, за стамбене и комерцијалне сврхе.

## Књига
МекНамара је заједно са Ивон Фарел објавила књигу „Дијалог и превод: Grafton Architects“ 2014. године. Ова књига обухвата рад фирме, архитектонску музику и збирку предавања која су одржана на Универзитету Колумбија у школи за архитектуру, планирање и очување.

## Награде и изложбе
Добила је награду за светску изградњу године 2008. за зграду Универзитета у Бокони у Милану, међународну награду РИБА 2016. године, такође је добила и Прицкерову награду 2020. године.
МекНамара је стипендиста Краљевског института архитекти Ирске и почасни стипендиста Краљевског института британских архитекти. Била је прва архитекта изабрана за члана организације Aosdanа, удружења ирских уметника.